# Xian de Boye
Pour les articles homonymes, voir Boye.
Le xian de Boye (博野县 ; pinyin : Bóyě Xiàn) est un district administratif de la province du Hebei en Chine. Il est placé sous la juridiction de la ville-préfecture de Baoding.

## Démographie
La population du district était de 247 481 habitants en 1999.